# Władysław Pruchniak
Władysław Pruchniak ps. „Sęp”, „Ireneusz”, „Felek”, „Skręt”, „Jan Podgórski” (ur. 14 sierpnia 1904 w Sanoku, zm. 30 stycznia 1991 w Sanoku) – podoficer chorąży służby stałej saperów Wojska Polskiego, podczas II wojny światowej żołnierz SZP/ZWZ/AK, oficer Obwodu „OP-23” ZWZ/AK Sanok i szef komendy placówki nr 1 AK Sanok. Działacz i organizator niepodległościowego podziemia antykomunistycznego, członek Zrzeszenia „Wolność i Niezawisłość”. Aresztowany, torturowany, więziony i prześladowany przez władze komunistyczne PRL.

## Życiorys

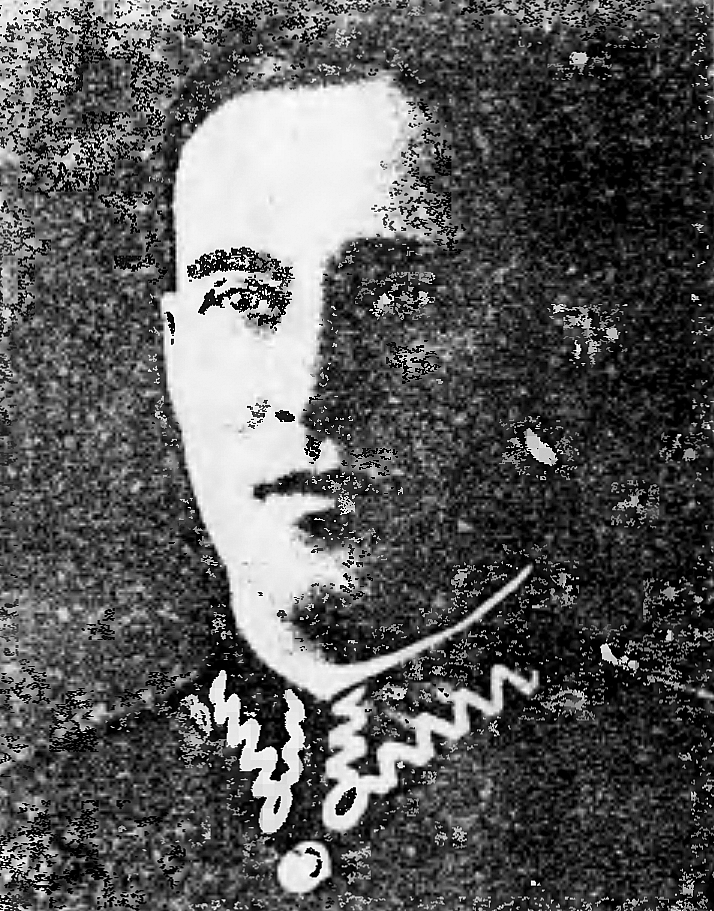
Władysław Pruchniak w mundurze wojskowym

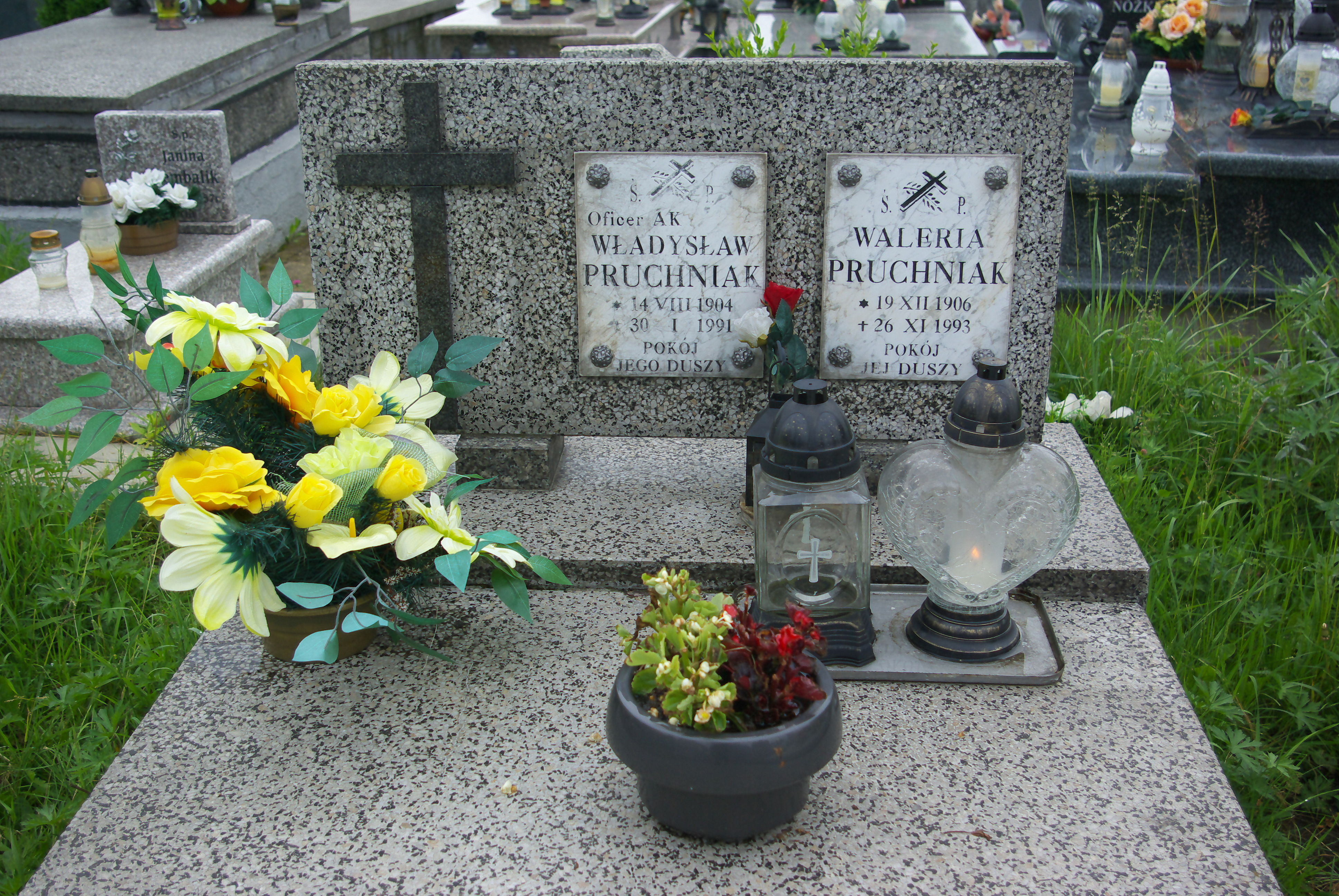
Grobowiec Walerii i Władysława Pruchniaków w Sanoku

Władysław Pruchniak urodził się 14 sierpnia 1904 w Sanoku jako syn Józefa (ślusarz w tamtejszej fabryce) i Marii z domu Bryndza. W Sanoku ukończył szkołę podstawową. Wobec trudnej sytuacji materialnej w czasie początku niepodległej II Rzeczypospolitej w wieku 14 lat rozpoczął pracę w stolarni sanockiej Fabryki Wagonów i Maszyn. Od 1925 służył w Wojsku Polskim, wpierw jako żołnierz nadterminowy, a następnie zawodowy. Ukończył szkołę podoficerską saperów. Rozpoczął służbę w batalionie saperów w Przemyślu i w Modlinie. Jako podoficer zawodowy został awansowany do stopnia chorążego służby stałej.
Wobec zagrożenia konfliktem zbrojnym w 1939 został zmobilizowany w Modlinie. Po wybuchu II wojny światowej brał udział w kampanii wrześniowej, walczył pod Kamionką Strumiłową, pod Tomaszowem Lubelskim. Po agresji ZSRR na Polskę z 17 września 1939, w drugiej połowie września został aresztowany przez sowietów, po czym zbiegł i przedostał się do Sanoka. Podczas okupacji niemieckiej zaangażował się w działalność konspiracyjną. W listopadzie 1939 przystąpił do organizacji Służba Zwycięstwu Polski. W styczniu 1940 został zaprzysiężony do Związku Walki Zbrojnej i przybrał pseudonim „Sęp” (przyjął go Stanisław Majewski ps. „Ma”). Zajmował się udzielaniem pomocy Polakom uciekającym na Węgry, a także kolportażem podziemnej prasy i ulotek. Od lutego 1940 organizował siatkę wywiadowczą, której przedmiotem działania było zdobywanie informacji o wojskach niemieckich, ich położeniu uzbrojeniu, umocnieniach nad Sanem. Komórka wywiadowcza działająca w sanockiej fabryce wagonów przekazywała mu meldunki. Po przekształceniu ZWZ w Armię Krajową w lutym 1942, w ramach której w powiecie sanockim powstał oddział partyzancki OP-23 (działający pod kryptonimem „San”), Władysław Pruchniak od kwietnia 1943 do sierpnia 1943 był organizatorem i pierwszym dowódcą jego placówki nr 1 Sanok. Od września 1943 działał w sztabie całego obwodu jako zastępca oficera wywiadu, a później oficer kontrwywiadu oraz oficer saperów. Funkcjonował wówczas pod pseudonimami „Sęp”, „Ireneusz”, „Felek”. Jednocześnie był członkiem sanockiego patrolu dywersyjnego od czerwca 1940 do stycznia 1942. Przygotowywał i brał udział w nieudanej akcji odbicia z sanockiego więzienia Władysława Szelki ps. „Borsuk”. Brał udział w przygotowaniu i wykonaniu Akcji „Burza” od lipca do sierpnia 1944 (także jako łącznik dowódcy zgrupowania AK kpt. Adama Winogrodzkiego ps. „Korwin”).
Po nadejściu frontu wschodniego i wkroczeniu na tereny polskie sowietów (w tym do Sanoka w sierpniu 1944), zgłosił się do służby w Milicji Obywatelskiej i pracował w Komendzie Powiatowej MO w Sanoku (w tym czasie prowadził działalność konspiracyjną polegającą na wywiadzie w MO), po czym w listopadzie 1944 został zwolniony z powodu reorganizacji. Następnie zgłosił się w Rejonowej Komendzie Uzupełnień w Przemyślu, skąd jako zawodowy podoficer sprzed 1939 został odkomenderowany do szkoły broni pancernej w Chełmie. Krótkotrwale służył w 1 Armii Wojska Polskiego gen. Zygmunta Berlinga. W styczniu 1945 miał wypadek samochodowy, przez kilka miesięcy przebywał na leczeniu szpitalnym w Przemyślu. W październiku 1945 zdezerterował z ludowego wojska polskiego i przebywał w ukryciu.
W grudniu 1945 wstąpił do antykomunistycznej organizacji Zrzeszenia „Wolność i Niezawisłość” (przyjął go Paweł Radyński ps. „Samborski”). Podjął pracę zawodową jako nocny dozorca w kopalni ropy naftowej w Wańkowej. Tam w okresie od stycznia do lipca był szefem koła WiN Ropienka-Wańkowa. Prowadził nadal działalność wywiadowczą polegającą na gromadzeniu informacji na temat działalności kopalnictwa naftowego, bojówek ukraińskich nacjonalistów. Wobec zagrożenia aresztowaniem ze strony Urzędu Bezpieczeństwa w drugim półroczu 1946, przeniósł się do Gdańska i tam podjął pracę przy załadunku węgla na statki w Nowym Porcie. Również w tym miejscu zaangażował się w działalność konspiracyjną. Był organizatorem kanałów przerzutowych żołnierzy podziemia niepodległościowego i antykomunistycznego do Szwecji.
23 kwietnia 1949 został aresztowany przez funkcjonariuszy Powiatowego Urzędu Bezpieczeństwa Publicznego w Sopocie, którzy przestawili mu zarzut szpiegostwa. Następnie jego sprawę przejął Wojewódzki Urząd Bezpieczeństwa w Gdańsku. Po przebyciu ciężkiego śledztwa, 13 października 1950 został skazany. Wojskowy Sąd Rejonowy w Gdańsku skazał Władysława Pruchniaka na karę ośmiu lat pozbawienia wolności oraz utratę praw publicznych i obywatelskich na dwa lata. Wymierzoną karę odsiadywał w zakładzie w Elblągu, zakładzie w Iławie i w zakładzie w Sztumie. Zapadł na chorobę. W lutym 1954 został zwerbowany do współpracy z Wydziałem Specjalnym więzienia w Iławie jako informator celny pod pseudonimem „Ireneusz”, jednak mimo nacisków nie prowadził działalności agenturalnej i inwigilacji wymierzonej we współosadzonych. Na wiosnę 1955 został warunkowo zwolniony z reszty odbywanej kary.
Po odzyskaniu wolności zamieszkał ponownie w Sanoku i podjął dorywczą pracę stolarza. Od 1957 do przejścia na emeryturę pracował w Sanockiej Fabryce Autobusów. Był prześladowany i inwigilowany przez Służbę Bezpieczeństwa, która od 1955 do 1960 prowadziła wymierzoną w niego sprawę ewidencyjno-obserwacyjną określając go jako „agenta, byłego aktywnego członka AK i osobę wrogo ustosunkowaną do PRL”. W 1958 wstąpił do ZBoWiD. 12 marca 1961 został wybrany członkiem zarządu oddziału powiatowego oddziału powiatowego w Sanoku ZBoWiD, ponownie 17 marca 1963, 6 lutego 1966 wybrany członkiem zarządu oddziału (w toku zmian w nomenklaturze z 1964 oddział powiatowy został zastąpiony oddziałem), ponownie 20 października 1968, 23 maja 1971. Był prelegentem z ramienia ZBoWiD. Został skreślony z listy członków ZBoWiD w 1976. Od koniec lat 60. i w tych ramach podjął starania o upamiętnienie i rehabilitację żołnierzy Armii Krajowej. Sporządzał wspomnienia z działalności w konspiracji (pt. Wspomnienia). W okresie PRL wspólnie z ks. Adamem Sudołem oraz Mieczysławem Granatowskim był organizatorem uroczystości patriotycznych w Sanoku w dniach 3 maja, 1 września, 11 listopada. Został prezesem zarejestrowanego 18 września 1989 sanockiego oddziału Światowego Związku Żołnierzy Armii Krajowej.
Władysław Pruchniak mieszkał w domu rodzinnym w Sanoku przy ulicy Kazimierza Lipińskiego 180. Zmarł 30 stycznia 1991. Jego żoną była Waleria (1906-1993). Oboje zostali pochowani w grobowcu na Cmentarzu Posada w Sanoku. Jego siostra, Jadwiga Pruchniak ps. „Jadźka”, „Pola” była łączniczką Obwodu AK Sanok
 (1926-2013, żona Jana Skulicha).

## Odznaczenia
- Krzyż Armii Krajowej (1970)[25].
- Złota odznaka „Zasłużony działacz spółdzielczości” – dwukrotnie (1976, 1977)[26].
- Srebrny Krzyż Zasługi (1977, przyznany przez Front Jedności Narodu w Sanoku)[26]
- W 1970 zarząd okręgu ZBoWiD w Rzeszowie odrzucił wnioski oddziału tej organizacji w Sanoku o nadanie Pruchniakowi Krzyża Kawalerskiego Orderu Odrodzenia Polski i o weryfikację Krzyża Walecznych[26].